# 路易丝·埃勒里
路易丝·埃勒里（英語：Louise Ellery，1977年1月4日—），澳大利亚女子田径运动员。她曾代表澳大利亚参加2004年、2008年、2012年和2016年夏季残疾人奥林匹克运动会田径比赛，获得一枚银牌和一枚铜牌。